# Dawuan (Dawuan)
Dawuan is een bestuurslaag in het regentschap Majalengka van de provincie West-Java, Indonesië. Dawuan telt 5312 inwoners (volkstelling 2010).